# Oxalis bisfracta
Oxalis bisfracta là một loài thực vật có hoa trong họ Chua me đất. Loài này được Turcz. mô tả khoa học đầu tiên năm 1863.